# Ганна Тетер
Ганна Тетер (англ. Hannah Teter, 27 січня 1987) — американська сноубордистка, спеціалістка з хафпайпу, олімпійська чемпіонка та призер Олімпійських ігор.
Ганна Тетер народилася в родині, яка захоплюється сноубордингом. Вона одна з п'яти дітей. Двоє її старших братів виступали за збірну США зі сноубордингу, найстарший брат — менеджер молодших. Батьки займалися гірськолижним спортом, але під впливом дітей теж перейшли на сноубординг.
Ганна стала на сноуборд у 8 років. У 15 років вона стала чемпіонкою світу з хафпайпу серед юніорів і почала виступати на дорослому турі. Загалом у неї 6 перемог і 8 подіумів на етапах Кубка світу. Олімпійського успіху вона досягла на Туринській олімпіаді, де стала олімпійською чемпіонкою. На Олімпіаді у Ванкувері Тетер посіла друге місце.
У 2006, після олімпійського успіху, Тетер була названа спортсменкою року Олімпійського комітету США.
Тетер активно займається доброчинністю. Вона заснувала організацію Hanna's Gold, яка збирає гроші, продаючи кленовий сироп, і віддає їх на розвиток селища Кріндон у Кенії. У 2009 вона пожертвувала йому всі свої призові гроші цьому фонду. Вона також брала участь у зборі грошей для Дарфуру й на боротьбу з раком грудей.